# 2024년 하계 올림픽 과테말라 선수단
2024년 하계 올림픽 과테말라 선수단은 2024년 7월 26일부터 8월 11일까지 프랑스 파리에서 열린 2024년 하계 올림픽에 참가한 올림픽 과테말라 선수단이다.
과테말라는 1952년 헬싱키에서 열린 제15회 올림픽을 통해 올림픽에 처음으로 참가했으며 1968년부터 모든 하계 올림픽에 출전했다.

## 출전 선수
| 종목     | 남자 | 여자 | 전체 |
| -------- | ---- | ---- | ---- |
| 근대5종  | 1    | 1    | 2    |
| 배드민턴 | 1    | 0    | 1    |
| 사격     | 2    | 2    | 4    |
| 수영     | 1    | 1    | 2    |
| 요트     | 1    | 0    | 1    |
| 유도     | 0    | 1    | 1    |
| 육상     | 4    | 1    | 5    |
| 전체     | 10   | 6    | 16   |

## 메달 집계
| 종목 | 1 | 2 | 3 | 합계 |
| 종목 | ' | ' | ' | '    |
| 종목 | ' | ' | ' | '    |
| 종목 | ' | ' | ' | '    |
| 합계 | ' | ' | ' | '    |

## 같이 보기
- 2024년 하계 올림픽